# 킹스맨 - 인류를 구하는 인문학
《킹스맨 - 인류를 구하는 인문학》은 대한민국의 TV조선에 방송하는 교양 텔레비전 프로그램이다.

## 기획 의도
포스트 코로나 시대, 하루가 다르게 바뀌는 우리의 삶! 일상의 매 순간마다 마음을 복잡하게 만드는 온갖 고민부터 지구를 위협하는 인류의 문제들까지, 수많은 삶의 고민에 길을 제시할 새로운 방법이 찾아오고, 이러한 심리학, 사회학, 철학, 역사학 등 국내 최고의 인문학자들과 더 나아가 세계 각지의 석학들이 모여 우리의 고민에 인류의 지혜를 총망라해 주는 프로그램이다.

## 방송 일정
| 방송사    | 방송 기간                           | 방송 시간                | 비고  |
| --------- | ----------------------------------- | ------------------------ | ----- |
| TV CHOSUN | 2020년 10월 29일 ~ 2020년 12월 24일 | 매주 목요일 밤 8시 ~ 9시 | 시즌1 |
| TV CHOSUN | 2020년 12월 28일                    | 매주 월요일 밤 8시 ~ 9시 | 시즌1 |

## 출연진
- 김국진
- 차인표

## 에피소드 목록

### 시즌1
본 프로그램은 질병관리청 방역 지침에 따라, 코로나19 범유행과 관련해 출연진, 스태프 관계자들의 개인 위생수칙을 준수합니다.
| 회차 | 방송일    | 주제                                          | 비고 |
| ---- | --------- | --------------------------------------------- | ---- |
| 1회  | 10월 29일 | 코로나19로부터 인류를 구하라                  |      |
| 2회  | 11월 5일  | 과학 기술도 막을 수 없는 기후재앙             |      |
| 3회  | 11월 12일 | 공존하며 사는 방법은?                         |      |
| 4회  | 11월 19일 | K-콘텐츠의 신 개화기! 대중 예술 병역특례 논란 |      |
| 5회  | 11월 26일 | 미중갈등 우리의 선택은?                       |      |
| 6회  | 12월 3일  | 직장 내 세대 전쟁                             |      |
| 7회  | 12월 10일 | 4차 산업혁면 시대, AI와 공존하는 방법은?      |      |
| 8회  | 12월 17일 | 정신질환에 의한 범죄 급증                     |      |
| 9회  | 12월 24일 | 급격히 다가온 인구절벽                        |      |
| 10회 | 12월 28일 | 부에 집착하는 인류                            |      |

## 같이 보기
- 차이나는 클라스 (JTBC)
- 강연